# Urbana (Missouri)
Urbana é uma cidade localizada no estado americano de Missouri, no Condado de Dallas.

## Demografia
Segundo o censo americano de 2000, a sua população era de 407 habitantes.
Em 2006, foi estimada uma população de 432, um aumento de 25 (6.1%).

## Geografia
De acordo com o United States Census Bureau tem uma área de
2,5 km², dos quais 2,5 km² cobertos por terra e 0,0 km² cobertos por água. Urbana localiza-se a aproximadamente 358 m acima do nível do mar.

## Localidades na vizinhança
O diagrama seguinte representa as localidades num raio de 24 km ao redor de Urbana.